# Synecta latilinea
Synecta latilinea är en fjärilsart som beskrevs av W. Warren 1907. Synecta latilinea ingår i släktet Synecta och familjen mätare. Inga underarter finns listade i Catalogue of Life.